# Петлевая изотермическая амплификация
Петлевая изотермическая амплификация (англ. Loop mediated isothermal amplification, LAMP) — техника амплификации ДНК в одной пробирке. Метод LAMP позволяет проводить молекулярную диагностику существенно дешевле и быстрее, по сравнению с ПЦР. При диагностике РНК-вирусов метод LAMP позволяет проводить обратную транскрипцию и амплификацию одновременно. Для дизайна праймеров наиболее часто используются программы PrimerExplorer, MorphoCatcher, а также NEB LAMP Primer Design Tool. Для дизайна видоспецифичных праймеров особенно полезно совместное использование программы MorphoCatcher и PrimerExplorer, поскольку первая позволяет найти в гене-мишени видоспецифичные и консервативные нуклеотидные полиморфизмы (в сравнении с генами-ортологами), а вторая поместить эти нуклеотидные полиморфизмы на 3'-концах праймеров для увеличения аналитической специфичности тест-системы.